# Mandaneta
Mandaneta is een geslacht van spinnen uit de familie van de loopspinnen (Corinnidae). De naam werd in 1931 voorgesteld door Embrik Strand als nomen novum voor Mandane Karsch, 1880, een naam die al in gebruik was als Mandane Kinberg, 1866, voor een geslacht van borstelwormen, nu beschouwd als een synoniem van Laonice.

## Soorten
- Mandaneta sudana (Karsch, 1880)